# Daihatsu Consorte
Der Daihatsu Consorte war ein Kompaktklasse-Wagen auf Basis des Toyota Publica KP30 und der erste PKW, der in Zusammenarbeit von Daihatsu und Toyota entstand. Erhältlich war das Modell als zwei- und viertürige Limousine.
Er war der Nachfolger des Daihatsu Compagno. Von diesem übernahm er auch den 1,0-l-Ottomotor.
Die Kraft wurde über ein Viergang-Schaltgetriebe auf die Hinterachse übertragen. 1971 löste der 1,2-l-Toyota-3K-B-Motor den 1,0 l ab.
1974 erweiterte der Daihatsu Charmant das Angebot von Daihatsu und somit entwickelte man für die gleiche Größe nur einen Nachfolger für die 3-Türer-Version. Das Ergebnis war der Daihatsu Charade, der 1977 den Consorte ablöste.

## Motor 1,0 l
Vierzylinderreihenmotor, 958 cm³, zwei hängende Ventile pro Zylinder, seitliche Nockenwelle
Gemischversorgung: Vergaser
Bohrung × Hub: 68,00 mm × 66,00 mm
Verdichtungsverhältnis: 9,0:1
Maximale Leistung: 59 PS (43 kW) bei 5500/min
Maximales Drehmoment: 78 Nm bei 4000/min
Höchstgeschwindigkeit: 140 km/h